# أغوستين أراغون ليون
أغوستين أراغون ليون هو كاتب وسياسي مكسيكي، ولد في 28 أغسطس 1870 في Jonacatepec ‏ في المكسيك، وتوفي في 30 مارس 1954 في مدينة مكسيكو في المكسيك. انتخب عضو مجلس النواب المكسيك ‏.